# Samões
Samões is een plaats (freguesia) in de Portugese gemeente Vila Flor en telt 413 inwoners (2001).